# راد دینا
راد دِینا (انگلیسی: Rod Dana؛ زادهٔ ۸ اوت ۱۹۳۴) بازیگر پیشین، نویسنده و مدل آمریکایی است که بیشتر در سینمای ایتالیا فعالیت داشت.
از فیلم‌هایی که وی در آن‌ها نقش داشته‌است، می‌توان به زنان سیری‌ناپذیر، اعتراض عمومی، معجزه، کلئوپاترا، من او را خوب می‌شناختم، قاتل ۷۷؛ مرده یا زنده، آخرین وسوسه مسیح، بکش یا بمیر و لیدی‌هاک اشاره نمود.